# Головний сержант
Головний сержант — військове звання в Збройних силах України. Відноситься до сержантського і старшинського складу Збройних Сил.
Звання введене Законом № 205-IX від 17 жовтня 2019 року (згідно проєкту закону мало назву «головний сержант», законом встановлено назву «перший сержант», законом № 680-IX від 4 червня 2020 року назву знову змінено на «головний сержант»).
До 1 жовтня 2020 року відповідником званню «головного сержанта» було звання «старшина».
У Військово-морських силах званню головного сержанта відповідає звання ''головний корабельний старшина''.

## Звання в Збройних Силах України (з 2020)
Збройні сили України які утворилися в 1991 році внаслідок розпаду СРСР, перейняли радянський зразок військових звань, а також радянських знаків розрізнення. В тогочасній Українській армії було три сержантських звання молодший сержант, сержант, старший сержант.

### Реформа2016року
5.07.2016 року був затверджений Президентом України «Проєкт однострою та знаки розрізнення Збройних Сил України», де серед іншого були розглянуті зміни серед військових звань та нові знаки розрізнення військовослужбовців. Кількість сержантських звань повинна була значно розширитися, так за Проєктом кількість сержантських звань налічувала сім (сержант, старший сержант, головний сержант, штаб-сержант, головний штаб-сержант, майстер-сержант, головний майстер-сержант).
18.07.2017 року виходить наказ Міністерства оборони України № 370 «Про затвердження Зразків військової форми одягу та загальних вимог до знаків розрізнення військовослужбовців та ліцеїстів військових ліцеїв», де частково затверджуються нововведення 2016 року. Так вводилися перехідні знаки розрізнення зі збереженням старих військових звань зразку 1991 року.

### Зміни2019року
В збройних силах України введене Законом № 205-IX від 17 жовтня 2019 року (згідно проєкту закону мало назву «головний сержант», законом встановлено назву «перший сержант»)
В 2019 році Верховна рада України, затвердила законопроєкт яким скасовувалися звання прапорщик та мічман, а також вводилися нові сержантські звання. Так до сержантського та старшинського складу входили звання: молодший сержантський та старшинський склад (молодший сержант, сержант), старший сержантський та старшинський склад (старший сержант, перший сержант, штаб-сержант), вищий сержантський та старшинський склад (майстер-сержант, старший майстер-сержант, головний майстер-сержант).

### Реформа2020року
30.06.2020 року виходить наказ Міністерства оборони України № 238 «Про внесення змін до наказу Міністерства оборони України від 20 листопада 2017 року N 606», де фігурують нові сержантські звання та надано опис знаків розрізнення.
Законом № 680-IX від 4 червня 2020 року назву звання знову змінено на «головний сержант».
4 листопада 2020 року виходить наказ Міністерства оборони України № 398 «Про затвердження Змін до Правил носіння військової форми одягу та знаків розрізнення військовослужбовцями Збройних Сил України, Державної спеціальної служби транспорту та ліцеїстами військових ліцеїв», де серед іншого надавався опис знаків розрізнення та опис одностроїв, а також надано зображення знаків розрізнення.
До сержантського та старшинського складу входять військові звання: молодший сержант, сержант, старший сержант, головний сержант, штаб-сержант, майстер-сержант, старший майстер-сержант, головний майстер-сержант. Знаки розрізнення побудовані на комбінації шевронів (кутів) та дугових шевронів, які розміщені на погоні. Знаками розрізнення головного сержанта стали чотири вузькі кути нижче яких один дуговий шеврон.
| Нижче за рангом: Старший сержант | Головний сержант | Вище за рангом: Штаб-сержант |